# Laia Fernàndez Puigbó
Laia Fernàndez Puigbó (Moià, 15 de gener de 1980) és una judoka catalana.
Cinturó negre de sisè dan, essent l'única catalana en assolir aquest grau, es formà al Centre de Tecnificació de Judo del Bages. Ha competit amb el Club Judo Moià, el Club Esport 7 i el Club Judo Santpedor. Guanyà nou campionats de Catalunya entre 1996 i 2011. Per altra banda, ha dirigit l’equip català cadet (2003-10) de la Federació Catalana de Judo i Disciplines Associades entre 2003 i 2010, i és entrenadora del Club Judo Santpedor.

## Palmarès
- 9 Campionats de Catalunya de judo
  - 2 en categoria de 48 Kg (1996, 1997)
  - 2 en categoria de 52 Kg (2000, 2001)
  - 3 en categoria de 57 Kg (2002, 2004, 2011)
  - 2 en categoria de 63 Kg (2007, 2008)